# Cung (âm nhạc)

Một cung từ Đô đến Rê.

Trong nhạc lí, một cung là một khoảng cách tần số giữa hai nốt nhạc. Ví dụ, khoảng từ nốt Đô đến nốt Rê (Rê đến Mi, Pha đến Son, Son đến La, La đến Si) là một cung, khoảng từ nốt Mi đến nốt Pha (Si đến Đô) là một nửa cung.
Ngoài ra, một cung cũng có thể là một âm giai diatonic. Ví dụ cung Đô trưởng là một âm giai thường được sử dụng trong âm nhạc.